# Маса (мебел)
Вижте пояснителната страница за други значения на Маса.
Ма̀са е мебел, която се среща предимно в ресторанти и кухни. Състои се от хоризонтална повърхност, наречена понякога плот и основа, която в повечето случаи се състои от няколко крака. Хоризонталната повърхност може да е с кръгла, триъгълна, квадратна, правоъгълна или неправилна форма. Основното предназначение на масата е за приготвяне и консумиране на храна. За целта се използват столове, на които се сяда за удобство. Размерът на масите е твърде разнообразен. Ниските и малки масички обикновено се слагат в хола. Някои маси имат чекмеджета или са разтегателни така че при нужда могат да седнат повече хора. Изработват се от дърво и по-рядко от пластмаса.